# Merla d'aigua bruna

La merla d'aigua bruna (Cinclus pallasii) és un ocell aquàtic que habita les muntanyes d'Àsia meridional i central.

## Morfologia
- Fa 22 cm de llargària i 87 g de pes essent la major de les merles d'aigua.
- Semblant a la merla d'aigua d'Europa, però homogèniament bruna, sense la zona blanca pectoral d'aquella.

## Hàbitat i distribució
Aquesta espècie, que no es veu sovint, es troba en alçàries de mitjanes a baixes, al flux de les rieres de muntanya d'Àsia meridional i central.

## Alimentació
La merla d'aigua bruna es pot cabussar en els corrents, a la recerca d'organismes bentònics grans o ficar-se en les parts menys profundes de les rieres i recollir del fondo els organismes més petits. Els adults bussegen més des de desembre fins a abril, que és quan hi ha organismes bentònics més grans. Atès que aquest període és també l'època de reproducció de l'ocell, és quan més menjar cal. Els adults recorreran el riu a peu recollint aliments del fons del corrent la resta de l'any. Els pollets i joves també poden bussejar.

## Reproducció
Ambdós sexes fan un niu esfèric amb una entrada lateral, la capa externa és de molsa, i l'interior de d'arrels i fulles. Ponen 3 - 6, normalment cinc, que coven de 19-20 dies. Els joves abandonen el niu als 23-24 dies.

## Taxonomia
Se n'han distingit tres subespècies:
- Cinclus pallasii dorjei Kinnear 1937
- Cinclus pallasii pallasii Temminck 1820
- Cinclus pallasii tenuirostris Bonaparte 1850